# マリリン・マックー
マリリン・マックー（Marilyn McCoo、1943年9月30日 - ）は、アメリカ合衆国の女性ボーカリスト。

## 経歴
ニュージャージー州出身。医師の娘として生まれ、19歳の時一家でロサンゼルスに移住した。
モデルとして活躍した後に、歌手に転向した。
1967年に結成されたフィフス・ディメンションのリード・ボーカリストとして名声を得る。1969年にメンバーのビリー・デイヴィス・ジュニアと結婚。
1975年、夫と共にフィフス・ディメンションを脱退してソロに転向。夫とのデュエット曲「星空のふたり」で、全米チャート1位と第19回グラミー賞R&Bデュオorグループ賞を獲得した。
1979年、ニール・サイモン脚本『第二章』の主題歌「I'm On Your Side」を歌唱。
1983年は、初のソロ・アルバム「ソリッド・ゴールド」を発表。
1990年、ミュージカル「ラ・マンチャの男」に出演。リヴァイヴァル上演されたハロルド・プリンス演出「ショウボート」のジュリー役をロネット・マッキーから引継ぎ、ブロードウェイ・ミュージカル・デビューを果たすと共に1995年から1996年まで演じた。
テレビ番組の司会者としても活躍した。